# Georgeantha
Ecdeiocolea B.G. Briggs & L.A.S. Johnson é um género botânico pertencente à família Ecdeiocoleaceae.
Existe uma única espécie e é encontrada no sudoeste da Austrália.

## Espécie
- Georgeantha hexandra